# Анейтьюм
Анейтюм (також відомий як Анатом або Кеаму) — найпівденніший острів Вануату, у провінції Тафеа.

## Географія
Анейтюм — найпівденніший острів Вануату (не враховуючи острови Метью та Хантер, які спірні з Новою Каледонією, але жителі острова Анейтюм вважають їх  частиною своєї митної власності).
Його південно-східний мис Нетчан Неганнеінг є найпівденнішою точкою суші Вануату, південніше південного супутникового острова Іньєуг. Останній, однак, оточений рифом Інтао, який простягається ще далі на південь, хоча й затоплений, тому є найпівденнішою частиною Вануату.
Площа острова становить 159,2 км2 (61,5 квадратних миль). Він підіймається на висоту 852 м (2795 футів) на горі Інрероу Атамейн.
Найбільшим з двох сіл є Анелкаухат (він же Анельгховхат), на південній стороні

## Населення
У 2009 році Анейтюм мав населення 915 осіб. Вважається, що ця популяція становила від 9000 до 20 000 до прибуття європейців  у 1793 році. Однак занесені хвороби зіграли важливу роль у масовій депопуляції Анейтюма, в результаті чого на острові залишилося менш як 200 жителів.
Основна мова острова Анейтюм також називається Анейтюм, або Anejom̃ в місцевій орфографії.

## Традиційні вождівства (територіальний поділ)
Під час першого контакту з європейцями (близько 1830 року) острів був поділений на сім вождівств (nelcau), кожне з яких очолювалося натімарідом (верховним вождем) (за годинниковою стрілкою, починаючи з північного заходу:):
- Анау-Унсе (Annaunse)
- Іджипдав (Епеге)
- Анечо (Анейтіо)
- Анау-Унджай (Анаме)
- Анумедж-Анекро (Аннуантчай)
- Умедж (Уметч)
- Anelcauhat

Вождівства були далі поділені на понад 50 округів, які очолювали менші вожді (натімі алупи). Влада вождів мала переважно ритуальний характер.

## Транспорт
Острів обслуговує Аеропорт Анатом, не на головному острові, а на крихітному острові на південь від нього, Іньєг (або Іньєг, також відомий як «Таємничий острів»), навпроти головного села, яке має три рейси на тиждень з Порту Віла через Танну.

###### Карти

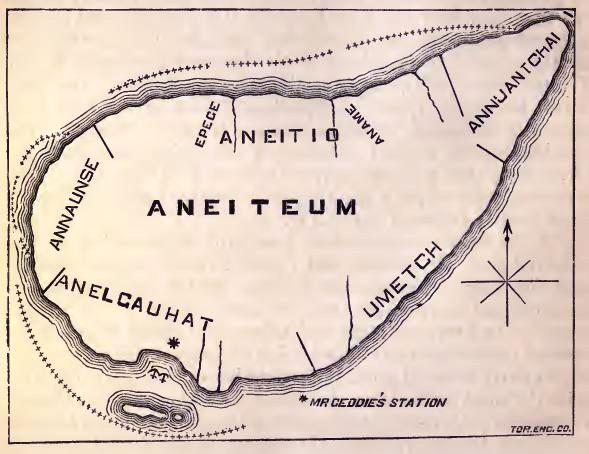
Карта 1882
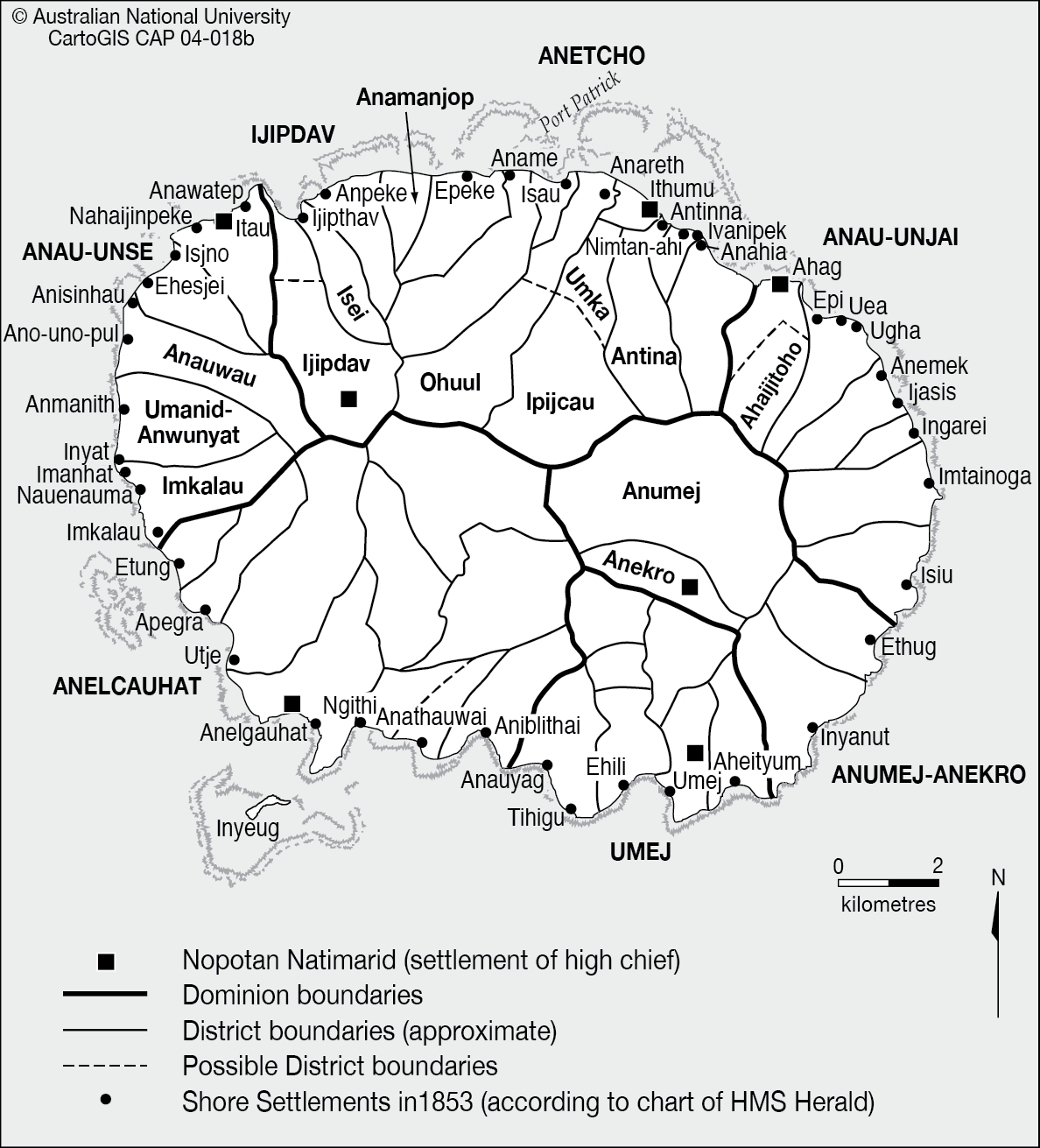
Карта традиційних поселень